# Resistens
Resistens betyder motståndskraft och syftar oftast på levande organismers förmåga att överleva påfrestningar. Exempelvis kan bakterier bli resistenta mot antibiotika och människor kan genom vaccin bli resistenta mot vissa sjukdomar. Multiresistent kallas en bakterie som har blivit resistent mot flera typer av läkemedel.
Resistens innebär att bakterien har en resistensmekanism som gör att antibiotikumet inte fungerar effektivt. Det finns många olika sorters resistens, men en uppdelning kan göras i naturlig och icke-naturlig resistens.
Naturlig resistens kan vara att bakterien inte har den komponent antibiotikumet utnyttjar. Ett exempel är bakterien mykoplasma som är naturligt resistent mot penicillin. Penicillin tillhör en grupp antibiotika som kallas betalaktamer, vilka alla fungerar genom att sabotera bakteriens uppbyggnad av cellväggen. Eftersom mykoplasma saknar cellvägg är den naturligt resistent mot alla betalaktamer.
Gramnegativer uttrycker ett enzym, betalaktamas, som genom hydrolys bryter ned penicilliner och andra betalaktamantibiotikas ringstruktur, vilket gör att de ej fungerar.
Icke-naturlig resistens uppstår ofta genom mutationer av bakteriens DNA. Mutationer kan uppstå av slump men det har visat sig att ju mer man använder ett visst antibiotikum desto större risk är det att bakteriestammar utvecklar resistens. Många antibiotikasorter innehåller idag ämnen som inte bryts ner av kroppen utan hamnar i naturen. Där förblir de aktiva och bakteriestammar kan utveckla resistens. Att dessa gener bevaras är klassisk biologi då de resistenta bakterierna har en fördel när det gäller överlevnad än icke-resistenta så länge antibiotikumet förekommer i bakteriernas miljö. Alla resistensmekanismer tillhör bakteriens DNA, antingen kromosomen eller någon av plasmiderna.
Plasmidburen resistens är oftast gener som kodar för enzymer som bryter ner eller förändrar antibiotika alternativt resistenta varianter av vanliga enzym antibiotika kan riktas mot. Det kan även vara enzymer som påverkar bakteriens upptag av antibiotika. Kromosomalt representerad antibiotikaresistens (när resistensgenerna sitter på kromosomen) gör ofta att något protein som ett visst antibiotikum slår mot förändras. Resistens kan även innebära att antibiotikan ”pumpas” ut ur bakterien så koncentrationen blir för låg för att döda den.
Kromosomalt representerad antibiotikaresistens ärvs vertikalt. Med detta menas att när cellen delar på sig för att skapa en ny cell har även den nya samma resistensgener.
Plasmidburen resistens ärvs även den vertikalt men kan även ärvas horisontellt. När resistens ärvs horisontellt sker det genom en process som kallas konjugation. Konjugation går ut på att föra över genmaterial från en bakterie till en annan. Vid konjugation kopieras en plasmid så det blir två och det bildas ett smalt rör som kallas pilus från donatorbakterien till mottagarbakterien. Genom detta rör kan sedan genmaterialet överföras och bli en del av mottagarbakteriens ”vanliga” genmaterial. På detta sätt kan resistensspridningen gå snabbare, ske mellan olika bakteriearter och dessutom kan flera resistensgener överföras samtidigt. Detta betyder att bakterier som inte gör oss sjuka, exempelvis tarmbakterier, kan bära på plasmidburen resistens. Detta har i sig inte någon direkt betydelse, men de kan sedan överföra den resistensen till bakterier som gör oss sjuka.